# Nolana sedifolia
Nolana sedifolia es una de las 49 especies pertenecientes al género Nolana presentes en Chile, el cual corresponde a la familia de las solanáceas (Solanaceae). Esta especie en particular es endémica con una distribución en el borde costero de Chile, desde la Región de Antofagasta hasta la Región de Valparaíso.

## Descripción
La Nolana sedifolia se encuentra descrita como un pequeño arbusto, de ramificación intrincada y tormentosa, tiene forma globosa y forma manchones. Es una planta densa de color verde-amarillo. Alcanza los 80 cm de altura, suele confundirse con la Nolana crassulifolia, que es algo más pequeña en tamaño.
Se caracteriza por tener flores pequeñas y solitarias, muy abundantes, su cáliz presenta cinco lóbulos suculentos linear-oblongos, a veces atropurpúreo, la corola posee de 5 pétalos unidos con forma de tubulosa, gamopétalas, y limbo con 5 lóbulos, su corola normalmente es de color blanco. La parte interior de la flor o garganta es de color blanca o amarilla pálida. Posee 5 estambres desiguales en tamaño de color amarilla pálido y anteras son de color amarilla oscura y polen blanco o amarillo pálido. 
Su fruto está formado por 3 a 5 núculas desiguales de color negro.
La Nolana sedifolia, según la morfología foliar de esta especie, presenta hojas cilíndricas muy pequeñas y tupidas, son carnosas, sésiles y glaucas o brillantes, de aspecto verde grisáceo a verde amarillo. La forma y tamaño de sus hojas es la principal diferencia con la Nolana crassulifolia.
Crece en sectores costeros con suelo pedregoso o rocoso, muy cerca del mar, con alta radiación solar en terrenos planos y sectores con exposición norte. Crece desde los 0 hasta los 500 metros sobre el nivel del mar. Esta especie en particular requiere de la humedad de neblinas costera camanchaca. No resiste heladas. En la región de Antofagasta y de Atacama florece con mayor intensidad en períodos de desierto florido. Mas al sur puede soportar de 3 a 5 meses sin precipitaciones. Requiere algo de sombra que en forma natural es aportada por otros arbustos o por las rocas. Habita en un clima de rusticidad USDA equivalente a zonas 10 y 11.

## Nombres vernáculos
Esta especie es conocida simplemente 'Sosa', 'Sosa brava', 'Sosa de hoja chica' o 'Hierba de la lombriz'. 

## Importancia
Esta es especie conocida como 'Suspiro de campo' constituye una de las flores emblemáticas que aparecen durante la floración del fenómeno denominado Desierto florido
Es considerada un a planta cierto valor ornamental.

## Amenazas
Una de las principales amenazas de esta especie la constituyen factores antrópicos como la urbanización y ocupación del borde costero, por acción antrópica por el turismo y colecta de flores